# Терморецептор
Терморецепторы — рецепторы, воспринимающие температурные сигналы окружающей среды. Они являются составной частью системы терморегуляции, обеспечивающей поддержание температурного гомеостаза у теплокровных животных. За открытие молекулярных механизмов, лежащих в основе терморецепции и механорецепции, Дэвиду Джулиусу и Ардему Патапутяну была присуждена Нобелевская премия по физиологии 2021 года.
У млекопитающих периферийные терморецепторы расположены в коже, в роговой оболочке глаза, на слизистых оболочках. Терморецепторы есть также во внутренних частях тела. Рецептивные поля кожных терморецепторов образуют пятна чувствительности к холоду или теплу размером около 1 мм, составляющие нечто вроде мозаики. Сигналы от терморецепторов передаются в спинномозговые нейроны и по спиноталамическому и спиноретикулярному путям достигают соответственно ядер таламуса и ретикулярной формации. Далее эти сигналы передаются в ядра гипоталамуса, ответственные за вегетативную регуляцию тепловыделения и охлаждения организма, и соматосенсорную кору. В самом гипоталамусе есть термочувствительные нейроны, которые отслеживают локальные изменения температуры головного мозга и регулируют её. В последние годы установлено, что температура тела регулируется не только гипоталамусом, но и другими термоэффекторными путями с собственными афферентными и эфферентными ветвями.
Периферийные терморецепторы делятся на холодовые, которые воспринимают сигналы холода, и тепловые — воспринимают сигналы тепла. Когда температура окружающей среды находится в так называемом «нейтральном» диапазоне, приблизительно в районе 30 °С, то и тепловые, и холодовые рецепторы работают с минимальной активностью. Активность терморецепторов возрастает тем больше, чем сильнее отклонение от нейтрального диапазона. Различают четыре типа афферентных сигналов от термочувствительных рецепторов. При умеренном снижении температуры, примерно в диапазоне от 30 до 15 °С, активируются холодовые рецепторы, что субъективно ощущается как прохлада или холод. При повышении температуры среды свыше 30 °С увеличивается активность тепловых рецепторов, что ощущается как тепло или жар. Ниже 15 °С и выше 43 °С активируются не только терморецепторы умеренного тепла или холода, но и болевые рецепторы, чувствительные к экстремальному жару или экстремальному холоду, и к температурным ощущениям примешиваются болевые.
Механизмы работы терморецепторов активно изучаются на молекулярном уровне. В настоящее время считается, что основную роль в чувствительности к температуре играют белки из семейства TRP, образующие мембранные ионные каналы.

## Строение
Первичные термочувствительные нейроны — это псевдоуниполярные нейроны, тела которых расположены в спинальных ганглиях, а аксоны разделяются на две ветви. Первая ветвь иннервирует периферийные ткани, например, кожу или слизистые оболочки, и является сенсором температуры. Вторая ветвь передаёт сигналы вторичным нейронам в спинном мозге или чувствительным ядрам головного мозга. Тела термочувствительных нейронов, иннервирующих голову и лицо, расположены в тройничном ганглии (лат. ganglion trigeminale). Температурные сигналы передаются по нервным волокнам типа Aδ (миелинизированным) и типа C (немиелинизированным) и могут идти по трём путям. По миелинизированным волокнам типа Aδ быстро передаются сигналы, требующие немедленного реагирования, например, когда требуется избежать ожога при соприкосновении с раскалённым предметом, и в этом рефлексе отдёргивания участвуют интернейроны спинного мозга, включающие рефлекторный ответ без участия высших отделов нервной системы. По немиелинизированным волокнам типа C информация передаётся медленно и через вторичные интернейроны спинного мозга по спиноталамическому пути достигает таламуса и далее соматосенсорной коры, где включаются интегративные функции субъективного восприятия температуры. Наконец, третий путь передачи сигнала ведёт в боковое парабрахиальное ядро (на стыке моста и среднего мозга), откуда информация о температуре поступает в ядра преоптической области гипоталамуса, отвечающие за терморегуляцию. Исследования, проведённые в 2017 году, указывают на относительную важность этого последнего пути.

## Молекулярные механизмы терморецепции
В основе механизма чувствительности к температуре на молекулярном уровне лежит изменение ионной проводимости каналов, образованных особыми белками. Частота спайков нейронов зависит от ионной проводимости канала, которая, в свою очередь, зависит от температуры. В последние десятилетия были обнаружены несколько белков из семейства TRP (transient receptor potential), профили температурного отклика которых охватывают весь физиологический диапазон температур. Эти белки считаются наиболее вероятными кандидатами на роль молекулярных сенсоров температуры. Однако предполагается наличие и других, пока ещё неизвестных молекулярных механизмов термочувствительности, и исследования в этой области продолжаются.

### TRPV1
Хронологически первым рецептором, роль которого в восприятии боли и жара была достоверно установлена, стал открытый в 1997 году рецептор, получивший название TRPV1 (ванилоидный рецептор 1), принадлежащий к подсемейству TRPV из большого семейства TRP (англ. transient receptor potential). Этот рецептор является неселективным ионным каналом, способным пропускать ионы Ca2+. Он активируется капсаицином (компонентом, содержащимся в жгучем перце) и протонами (химический ожог кислотой), а также при температуре свыше 43 °С. Субъективно активация этого рецептора ощущается как жжение или жгучая боль. Подопытные животные, у которых этот рецептор отсутствует, демонстрируют пониженную чувствительность к боли и высокой температуре. В воспалённых тканях выделяются вещества, способствующие сенситизации этого рецептора, поэтому очаги воспаления в теле ощущаются как горячие.

### TRPM8
Рецептор холода был открыт двумя группами в 2002 году. Он получил название TRPM8 (меластатиновый рецептор 8), будучи членом подсемейства TRPM. Он также является неселективным ионным каналом для катионов, проницаемым для ионов кальция, и активируется ментолом и особенно ицилином, мощным синтетическим агонистом этого рецептора, примерно в 200 раз более активным, чем ментол. Данные по температурной чувствительности TRPM8 различаются, но в среднем диапазон чувствительности составляет от 8 до 28 °С с максимумом при температуре около 10 °С. Субъективно активация этого рецептора ощущается как холод или боль. Подопытные животные, у которых этот рецептор отсутствует, демонстрируют пониженную чувствительность к холоду.
Нейроны, содержащие рецепторы TRPM8, иннервируют роговицу глаза и способны детектировать небольшое понижение температуры роговицы, даже на 1 °С. Ответом на такое понижение будет слёзоотделение, которое рефлекторно возникает на морозе или на сильном ветру, вызывающем остывание роговицы из-за испарения жидкости. Тем самым холодовые рецепторы косвенным образом участвуют в поддержании физиологического уровня увлажнения роговицы.